# Кочара
Коча́ра — (абх. Кәачира, груз. კოჩარა) село в Абхазии, в Очамчырском районе частично признанной Республики Абхазия, согласно административному делению Грузии — в Очамчирском муниципалитете Абхазской Автономной Республики. Расположено в равнинной полосе к северо-западу от райцентра Очамчира. В административном отношении село представляет собой административный центр Кочарской сельской администрации (абх. Кәачира ақыҭа ахадара), в прошлом — Кочарский сельсовет. Село находится в центре Абжуйской Абхазии.

## Границы
На севере Кочара граничит с селом Гуада; на востоке — с сёлами Члоу и Моква; на юге — с селом Араду; на западе — с сёлами Лабра, Кутол и Джгерда.

## Население
Население Кочарского сельсовета по данным переписи 1989 года составляло 4575 человек, по данным переписи 2011 года население сельской администрации Куачара (Кочара) составило 277 человек, в основном абхазы.
| Год переписи | Число жителей                     | Этнический состав                                         |
| ------------ | --------------------------------- | --------------------------------------------------------- |
| 1886         | в составе соседних сельских общин | нет данных о наличии населения                            |
| 1926         | 1631                              | грузины 91,2 %; абхазы 4,8 %; турки 2,3 %                 |
| 1959         | 3678                              | грузины (нет точных данных)                               |
| 1989         | 4575                              | грузины, абхазы 26 % в посёлке Члоу (нет точных данных)   |
| 2011         | 277                               | абхазы 85,2 %, грузины 7,6 %, русские 3,6 %, армяне 0,4 % |

До конца XIX века Кочара не представляла собой единой сельской общины. Её территория входила в состав соседних сёл, о чём свидетельствуют и современные названия кочарских посёлков: Члоу, Лабра. Большая часть была покрыта лесом. В конце XIX начале XX века абжуйские землевладельцы, нуждавшиеся в рабочей силе, заключили договор с крестьянами из Мегрелии, которые осели в Кочаре. Заселение мегрельских крестьян произошло не раньше 1886 года, так как перепись населения 1886 года показывает как отсутствие отдельной Кочарской сельской общины, так и отсутствие в этой местности компактного грузинского населения.
В сталинский период Кочара также становится местом планового вселения мегрельских крестьян из западных районов Грузии. К началу 1990-х годов Кочара является этнически грузинским селением, крупнейшим по числу жителей селом Очамчирского района.
С начала грузино-абхазской войны Кочара контролировалась грузинской стороной, однако уже в ноябре 1992 года село было взято под контроль абхазами. Тогда же большая часть населения покинула Кочару. На сегодняшний день число жителей села крайне немногочисленно, большинство дворов заброшены.

## Историческое деление
Село Кочара исторически подразделяется на 5 посёлков (абх. аҳабла):
- Векуаа Рхабла
- Куачира-Агу (собственно Кочара)
- Кятуан (Кетеван)
- Лабра (не путать с селом Лабра)
- Члоу (не путать с селом Члоу)
- Цхенцкар (Цхенисцкали)